# Monarchisme au Brésil
Vous pouvez aider à l'améliorer ou bien discuter des problèmes sur sa page de discussion.
- Son texte doit être wikifié : il ne correspond pas à la mise en forme Wikipédia (style, typographie, liens internes, liens entre les wikis, etc.). (Marqué depuis août 2024)
- La traduction doit être revue. Le contenu est difficilement compréhensible à cause d’erreurs de traduction, peut-être dues à l’utilisation d’un logiciel de traduction automatique. (Marqué depuis août 2024)

 (août 2024).
Au Brésil, un ensemble d'idées, de courants et de mouvements qui visaient à maintenir le régime monarchique, ainsi qu'à sa restauration depuis le coup d'État républicain, survenu le 15 novembre 1889, dans une version constitutionnelle et parlementaire. A l'époque impériale, les principaux partis politiques défendaient le maintien du régime monarchique comme moyen de maintenir l'unité territoriale. À la fin du XIXe siècle et tout au long du XXe siècle, certains monarchistes ont lancé des mouvements et des révoltes dans le but de restaurer la monarchie, sous la direction des héritiers de Bragance.

## Histoire

### Royaume-Uni du Portugal, Brésil et Algarve

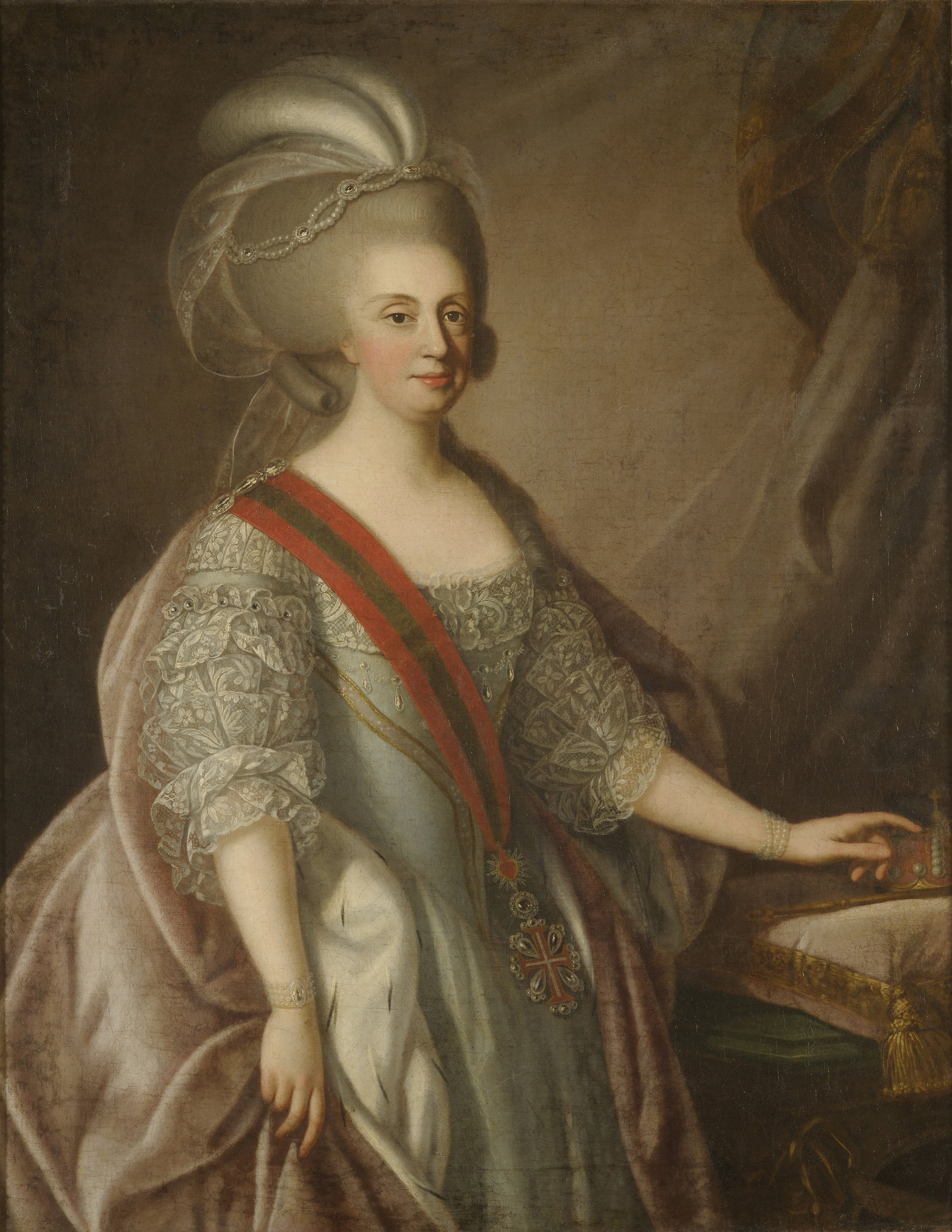
Marie Ier, premier monarque du Royaume-Uni du Portugal, du Brésil et de l'Algarve.

Le Royaume du Brésil est créé le 16 décembre 1815, lorsque le prince Jean, prince du Brésil, qui agissait comme régent pour sa mère malade, la reine Marie Ire a élevé la colonie au rang de royaume qui, avec le royaume du Portugal et le royaume de l'Algarve, a formé le Royaume-Uni du Portugal, du Brésil et de l'Algarve, avec sa capitale à Rio de Janeiro. Tandis que la Cour Royale, toujours basée à Rio de Janeiro, Jean est devenu roi du Royaume-Uni en 1816, après être revenu au Portugal en 1821, à la demande des Cortes générales et extraordinaires de la nation portugaise. Pierre, prince royal du Royaume-Uni, reste son régent au Royaume du Brésil . En septembre de la même année, le Parlement portugais menace de réduire l'autonomie du Brésil afin qu'il revienne à son ancien statut de colonie, démantèle toutes les agences royales de Rio de Janeiro et exige que Dom Pedro de Alcântara revienne également à Lisbonne.

### Empire du Brésil
L'une des principales préoccupations des hommes politiques monarchistes avant, pendant et après l'indépendance du Brésil était le maintien de l'union de toutes les régions qui composaient l'Amérique portugaise. Ils connaissaient l'importance de maintenir un régime qui leur était connu, la monarchie, puisque celle-ci, selon eux, serait la solution la plus favorable entre les intérêts de l'Angleterre, la puissance économique et militaire de l'époque, et ceux des grands propriétaires terriens, terres et esclaves, mais s'est également présenté comme le moyen politique le plus viable de maintenir l'unité nationale.
Après l'abdication de Pierre Ier à la couronne le 7 avril 1831, les monarchistes s'inquiètent à nouveau de la continuité du régime monarchique, puisque les républicains et les fédéralistes profitent de cette période pour établir une république dans le pays. Une régence fut établie au Brésil et les monarchistes décidèrent bientôt de restaurer la monarchie, ce qui eut lieu le 24 juillet 1840 lorsque D. Pierre Ier, Pierre II, monta sur le trône lors de l'épisode connu sous le nom de Déclaration de la Majorité.
Durant le Deuxième Règne, deux partis alternent au pouvoir, tous deux monarchiques : le Conservateur, surnommé saquarema et le Libéral, appelé luzia. Les conservateurs étaient principalement de grands propriétaires terriens esclaves et des bureaucrates d’État qui défendaient un gouvernement fort et centralisé. Les libéraux, quant à eux, étaient constitués de couches sociales similaires à leurs rivaux, mais aussi de secteurs urbains, comme les petits propriétaires terriens, les journalistes et les avocats, qui défendaient un gouvernement décentralisé avec une certaine autonomie pour les provinces, en plus de renforcement du parlement au détriment du pouvoir modérateur.

### Après la proclamation de la République

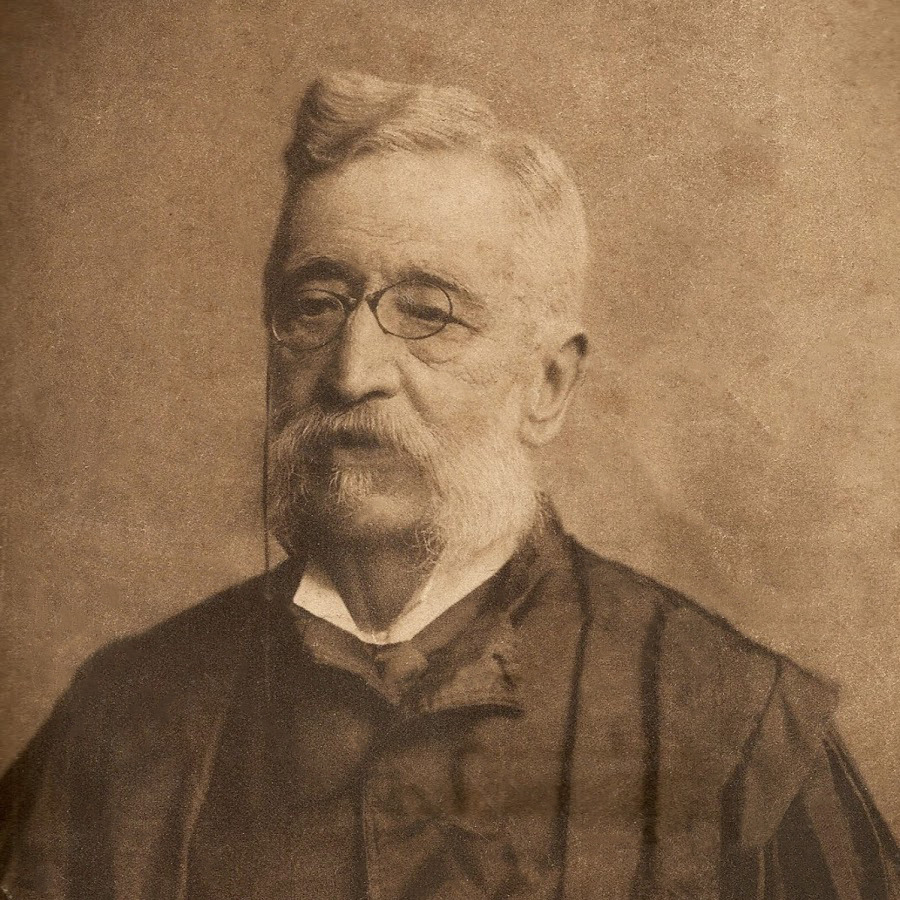
Vicomte d'Ouro Preto, l'un des premiers à organiser le mouvement monarchiste après la chute de l'Empire.

Peu après la proclamation de la république, des mouvements monarchiques et des révoltes ont émergé à la suite de la fin de l'Empire brésilien et de l'expulsion de la famille impériale, qui s'est exilée en France. Selon Afonso Celso, vicomte d'Ouro Preto, les « monarchistes convaincus » ne se sont manifestés qu'après la fin de la monarchie et que, pendant l'Empire, il n'y a pas eu de manifestations monarchistes.
À la fin du XIXe siècle, la monarchie brésilienne donnait déjà des signes clairs de sa fin. Avec l'augmentation de la puissance militaire et l'incapacité du régime à concilier les anciennes et les nouvelles exigences, le pouvoir impérial n'avait plus aucun soutien et était incapable de supprimer le drapeau républicain grandissant. Même après les réformes politiques et sociales organisées par Pierre II avec la nomination du vicomte d'Ouro Preto à la tête du cabinet ministériel en juillet 1889, les conservateurs les critiquent, conduisant bientôt à la chute de l'Empire.
Comme dans tout changement ou transition, il y a eu des dissensions, des divergences, des disputes au début du nouveau régime puis il y a eu une conciliation des différents intérêts des forces qui le soutenaient. Les monarchistes profitèrent des lacunes de ces premiers changements, formant des éléments mécontents des premiers gouvernements républicains dans le but de restaurer la monarchie.
En 1890, le Directoire monarchique du Brésil est créé à Rio de Janeiro par le vicomte d'Ouro Preto dans le but d'organiser les monarchistes et de rendre compte directement à la famille impériale exilée.
Entre 1891 et 1894 a eu lieu la Révolte de l'Armada, un mouvement de rébellion promu par des unités de la Marine brésilienne contre le gouvernement dictatorial de Floriano Peixoto, prétendument soutenu par l'opposition monarchique à la récente création de la république. Elle faisait partie de la révolution fédéraliste, dirigée par le monarchiste Gaspar da Silveira Martins, l'un des derniers ministres de l'Empire brésilien et mécontent de Deodoro da Fonseca.
En 1895, est créé le Parti monarchiste de São Paulo, dirigé par Eduardo Prado et João Mendes de Almeida . Cette association ne dura pas, étant interdite l'année suivante.
En 1902, dans la ville de Riberãozinho (aujourd'hui Taquaritinga), eut lieu la révolte de Riberãozinho, un mouvement de monarchistes de São Paulo qui visait à restaurer l'ancien système de gouvernement et à couronner Louis d'Orléans-Bragance. Avec peu de soutien des villes voisines, le soulèvement populaire a échoué.
Fondée en 1928, l'Action Impériale Patrianovista brésilienne, ou simplement patrianovisme, était une organisation monarchiste présente dans plusieurs États brésiliens et qui exprimait les idées nationalistes et autoritaires de la fin des années 1920 et du début des années 1930. Conçu par Arlindo Veiga Dos Santos, il visait à établir une nouvelle monarchie au Brésil, basée sur une philosophie politique conservatrice. Le mouvement était lié au prince Pierre-Henri d'Orléans-Bragance, alors chef de la maison impériale du Brésil et héritier du trône, ainsi qu'à Plínio Salgado, leader et fondateur d'Ação Integralista Brasileira.

### Nouvelle République
En 1989, le Mouvement monarchique impérial brésilien (MMIB) a envoyé une demande d'enregistrement du Parti monarchique impérial brésilien (PMIB) au Tribunal électoral supérieur et a annoncé la précandidature d'Anésio Lara Campos pour l'élection présidentielle de cette année-là. S'il était élu, Campos convoquerait un collège électoral pour choisir un monarque,. Cependant, la création du PMIB a été contrecarrée par le rejet de la demande.
En 1993, un plébiscite a eu lieu pour que le peuple brésilien décide démocratiquement quelle forme de gouvernement le Brésil devrait suivre, pouvant choisir lors du plébiscite entre une république ou une monarchie et si le système de gouvernement devait être présidentiel ou parlementaire,. Lors de l'élection, seulement 10,25 % de l'électorat brésilien a choisi la monarchie, tandis que la majorité des électeurs brésiliens ont choisi la république comme forme de gouvernement, totalisant 66,26 % des voix, avec des votes blancs sur la question de savoir si la forme de gouvernement serait une république. ou une monarchie totalisait 10,29%, tandis que nul totalisait 13,20%, les deux résultats étant supérieurs au pourcentage obtenu par la monarchie,. Toujours lors du plébiscite, après avoir choisi la forme de gouvernement, le choix suivant était de voter sur le système de gouvernement, la majorité des électeurs ayant choisi le système présidentiel, totalisant 55,67% des voix, tandis que le système parlementaire n'en a obtenu que 24,91%. Parmi les votes blancs et nuls sur le caractère présidentiel ou parlementaire du système gouvernemental, les votes blancs ont obtenu un total de 4,85% tandis que les votes nuls ont atteint 14,58%,. Avec le résultat du plébiscite, il a été établi que le Brésil serait une république avec un système présidentiel, répondant ainsi à la volonté populaire,,.
En 2011, quatre partis politiques au Brésil défendaient le retour de la monarchie et cherchaient à être officiellement enregistrés : le Parti de la démocratie parlementaire réelle (RDP), le Parti monarchiste parlementaire brésilien (PMPB), le Parti du mouvement monarchiste du Brésil (PMMB). et le Parti de la construction impériale (PCI). Tous s'alignent sur la Maison Impériale du Brésil, une entité à but non lucratif dirigée par Bertrand de Orléans-Bragance, dans le but de « coordonner les activités liées à la cause de la restauration du régime impérial du Brésil, la préservation de notre histoire, de nos valeurs ». et les traditions".
Les quatre partis prônaient un système de monarchie parlementaire . En 2011, ils étaient en phase de collecte de signatures, exigeant un total d'environ cinq cent mille parmi l'électorat national, conformément à la législation brésilienne, sans laquelle ils n'ont aucune existence formelle devant le Tribunal électoral supérieur . Selon le Parti de la Vraie Démocratie Parlementaire, la formation des quatre partis visait à « répondre au grand nombre de demandes de direction des directions étatiques et municipales », en visant également une future coalition entre les quatre mouvements.
En mai 2016, le Parti de la vraie démocratie parlementaire (RDP) avait presque achevé son processus de formation, attendant toujours l'achèvement du processus de collecte de signatures. Elle est présidée par le commandant Antônyo da Cruz, partisan du parlementarisme pur, avec un chef d'État héréditaire, issu à la fois de la Maison impériale et d'une nouvelle dynastie. En 2018, le PSL était le seul parti politique au Brésil à disposer d'une aile monarchiste importante, dirigée par Luiz Philippe, qui prône la restauration de la monarchie par un plébiscite,.
Au milieu de la crise politique que traverse le pays depuis 2014, des mouvements minoritaires ont émergé principalement sur les réseaux sociaux. Les mouvements pro-monarchie ont également pris part à plusieurs manifestations en faveur de la destitution de Dilma Rousseff. Il existe plusieurs groupes pro-monarchiques répartis à travers le pays qui organisent des réunions et des manifestations publiques dans différentes villes. Parmi eux, les groupes Movimento de Restauração da Monarquia no Brasil, Pró Monarquia et Monarquia Brasil se distinguent par avoir, en 2017, environ 45 000, 65 000 et 35 000 abonnés sur Facebook, respectivement.

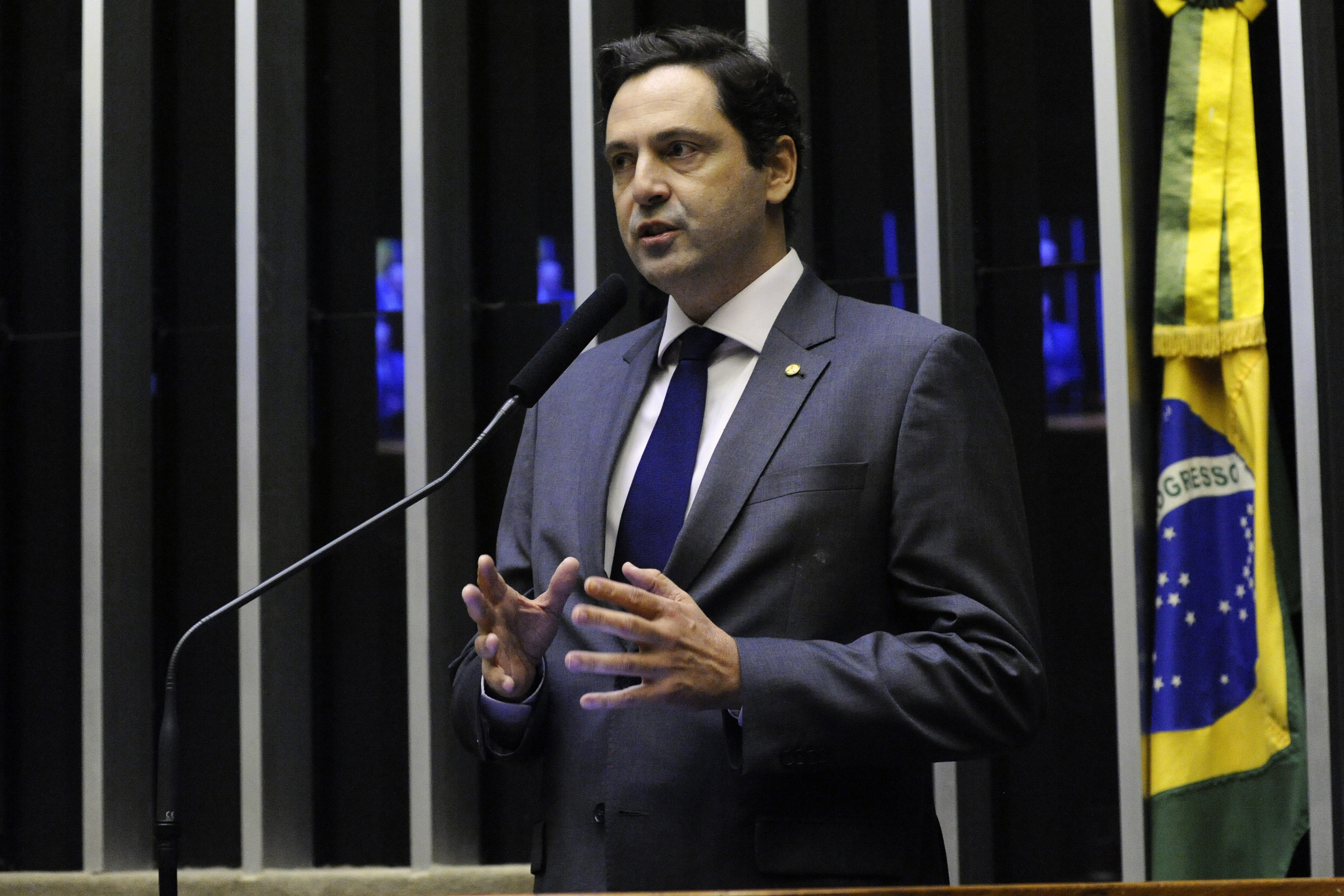
Luiz Philippe s'exprimant à la Chambre des Députés. Mars 2019.

Une proposition référendaire pour la restauration de la monarchie, la Suggestion législative 18/2017 (SUG 18/2017), a été présentée par la Commission des droits de l'homme et de la législation participative du Sénat. Celui-ci avait, jusqu'au matin du 20 juillet 2017, 26 099 voix pour contre seulement 3 364 contre, étant archivé le 4 décembre 2019. Avant son dépôt, le SUG 18/2017 comptait deux motions de soutien, l'une de l'Assemblée législative de Rondônia et l'autre du Minas Gerais.
Environ 130 ans après la proclamation de la république, un membre de la famille impériale brésilienne a de nouveau acquis des pouvoirs politiques importants lorsque l'arrière-arrière-petit-fils de l'empereur Pierre II, Luiz Philippe ont été élus députés fédéraux de l'État de São Paulo lors des élections de 2018.

## Prétendants au trône disparu

Armoiries de la Maison d'Orléans-Bragance, première sur le trône.

Dans une hypothétique restauration monarchique, le pays choisirait un monarque issu de l’ancienne famille régnante du Brésil, ou de l’extérieur. En fait, l’un des partis monarchistes montants, le RDP, soutient également l’idée d’une nouvelle dynastie.
D'une part, parmi la branche de Vassouras, le premier dans la succession au trône serait Bertrand d'Orléans-Bragance, arrière-petit-fils de la princesse Isabelle et arrière-arrière-petit-fils du dernier monarque du Brésil., Pierre II,,. Bertrand est né dans la ville de Mandelieu, (France), le 2 février 1941, et n'a visité le Brésil qu'à la fin de la Seconde Guerre mondiale. Il a étudié le droit à l'Université de São Paulo et vit dans la ville de São Paulo. Le deuxième dans la succession serait son frère, Antônio d'Orléans-Bragance.
Il existe également la branche Saxe-Coburg-Bragance de la famille, dirigée par Carlos Tasso, un Autrichien vivant au Brésil. Il est un descendant de la princesse Leopoldine, sœur de la princesse Isabelle,